# Вознесенка (Идринский район)
Вознесенка — упразднённая деревня в Идринском районе Красноярского края в составе Романовского сельсовета. Упразднена в 2021 г.

## География
Находится примерно в 44 километрах по прямой на север от районного центра села Идринское.

## Климат
Климат резко — континентальный с холодной зимой и жарким летом, суровый, с большими годовыми и суточными амплитудами температуры. Максимальная высота снежного покрова 46 см. Среднемесячная температура января −21,1 ºС, июля +18,4 ºС. Продолжительность безморозного периода составляет 100 дней. Средняя дата последнего заморозка — 29 мая, первого заморозка — 7 сентября. Вегетационный период (с температурами выше +5ºС) длится 157 дней. Годовая сумма осадков составляет 387 мм, причем большая её часть выпадает в теплый период года (81 % от годовой суммы).

## Население
| 2010 |
| ---- |
| 0    |

Постоянное население не было учтено как в 2002 году, так и в 2010.